# Projekt Safetrain
Das Projekt Safetrain (oder auch Safetrain-Projekt) war der Name eines Forschungsprojekts für Verkehrssicherheit und wurde vom 1. August 1997 bis Juli 2001 vom in Warschau ansässigen Centrum Naukowo-Techniczne Kolejnictwa (CNTK) koordiniert. Die Untersuchungen fanden im polnischen Żmigród statt. Beteiligt waren etwa ein Dutzend europäische Bahnunternehmen wie die Deutsche Bahn und die Société nationale des chemins de fer français (SNCF), aber auch Produzenten wie Siemens und Bombardier.
Die gesamte Forschung wurde von zwei wesentlichen Gegenständen bestimmt. Der erste befasste sich mit Problemen der Transportkette unter besonderer Berücksichtigung ihrer Struktur, der Organisation, Logistik und Wirtschaft. Die zweite, medial interessantere, war die der Forschung von Materialien und Konstruktion einzelner Baukomponenten und deren Zusammenspiel. Zwei darüber hinausgehende, interdisziplinäre Arbeitsgruppen ergänzten die beiden Forschungsfelder. Dabei wurden neben den Sicherheitseinrichtungen, der Gleiskonstruktion, der Nutzung des rollenden Materials und der Handhabung insbesondere das Verhalten bei Crashs getestet.
Das Gelände von Żmigród nördlich von Breslau ist altes Bahngelände, wo seinerzeit drei Bahnlinien zusammentrafen. An dem Streckenast von Wąsosz ist heute ein Gleisring für Bahnversuche (51° 28′ 6″ N, 16° 51′ 33″ O).
Ziel der Forschung war die Erreichung europäisch einheitlicher Sicherheitsrichtlinien, das durch das Hinzukommen privater Eisenbahnunternehmen und zunehmenden grenzüberschreitenden Verkehr immer wichtiger wird. Trotz der großen Anzahl von Projektpartnern wurde der Zeitplan eingehalten. Bereits im Juli 2001 konnte der Abschlussbericht vorgelegt werden. Darin hieß es unter anderem: „Das mit dem Projekt verfolgte Ziel der Kompatibilität der vorgeschlagenen technischen Lösungen und deren spätere Berücksichtigung im technischen Normen und Regelwerk ist mit dem Nachweis der technischen Machbarkeit grundsätzlich erreicht.“ (Dr. Wilfried Wolter: Safetrain; Kollisionssicherheit von Schienenfahrzeugen. in: Eisenbahningenieur (52) 5/2001 S, S. 67) Daraus wurden verbindliche Vorschriften für den Fahrzeugbau zukünftiger Bahnwaggons und Lokomotiven hergeleitet, die inzwischen in die DIN EN 12663 „Anforderungen an die Strukturen der Schienenfahrzeuge“ eingearbeitet wurden.
Nachfolgeprojekt wurde das Safetram-Projekt, das über drei Jahre lief.